# Coniopteryx kaindiensis
Coniopteryx kaindiensis är en insektsart som beskrevs av Tim R. New 1988. Coniopteryx kaindiensis ingår i släktet Coniopteryx och familjen vaxsländor. Inga underarter finns listade i Catalogue of Life.